# Flawless (canção)
"Flawless" (estilizada como "***Flawless") é uma canção da artista musical estadunidense Beyoncé, contida em seu quinto álbum de estúdio e homônimo (2014). Foi composta pela própria com o auxílio de Terius Nash, Chauncey Hollis e Rey Reel, sendo que a produção da faixa ficou a cargo da cantora juntamente a Reel, Hit-Boy e Boots. A música apresenta uma interpolação do discurso "We Should All Be Feminists", dito pela nigeriana Chimamanda Ngozi Adichie em uma conferência feita no ano de 2012. Nos dias 12 e 16 de agosto de 2014, o remix oficial da faixa, apresentando a rapper trinidiana Nicki Minaj, foi enviado às rádios estadunidenses mainstream e urban, respectivamente. Uma semana depois, a canção foi enviada para as rádios rhythmic, servindo como o quinto single do projeto.

## Antecedentes
Em 17 de março de 2013, Beyoncé lançou em sua página oficial uma canção intitulada "Bow Down/I Been On" juntamente com uma imagem de si mesma quando criança sentada em sua uma repleta de troféus. Hit-Boy produziu a primeira parte da faixa, "Bow Down", enquanto a outra parte, "I Been On", foi produzida por Timbaland. O lançamento "chocou fãs e também outras cantoras", uma vez que a canção também causou controvérsia devido ao seu conteúdo lírico. Kyle Anderson, da Entertainment Weekly, comentou que Beyoncé parecia "estar atacando uma geração de mulheres de palha atrás dela que a viam como um pouco mais do que a esposa de Jay-Z". "Bow Down/I Been On" foi criticada por artistas como Rush Limbaugh e Keyshia Cole.

## Composição
"Flawless" foi escrito por Beyoncé Knowles, Terius "The-Dream" Nash, Chauncey Hollis e Rey Reel. A música foi produzida por Hit-Boy e Knowles, co-produzida por Rey Reel Music, com produção adicional de Boots. É um "Staccato, trap-flavored track" com um groove sujo e uma batida de detonação.
A música começa com uma amostra de um concurso de talentos televisionado Star Search, com Ed McMahon anunciando a apresentação do grupo de rap de Knowles, Girl's Tyme. Então, a música incorpora uma parte de "Bow Down/I Been On", com Knowles cantando sobre "a pressão que as mulheres sentem por serem perfeitas e pensar no casamento como o principal objetivo de sua vida" ela deixa isso explícito na frase: "Demorei um pouco para viver minha vida / mas não pense que sou apenas sua pequena esposa."
A música contém uma série de amostras de "We Should All Be Feminists", um discurso proferido pela autora nigeriana Chimamanda Ngozi Adichie em uma conferência do TEDxEuston em abril de 2013, começa às 1:24 e forma o segundo verso da música:
"Ensinamos as meninas a se encolher, a se tornar menores. Dizemos às meninas: 'Você pode ter ambição, mas não muito.
Você deve ter sucesso, mas não muito. Caso contrário, você ameaçará o homem.
Por ser mulher, espero que aspire ao casamento. É esperado que eu faça minhas escolhas de vida sempre tendo em mente que o casamento é o mais importante. Agora o casamento pode ser uma fonte de alegria, amor e apoio mútuo. Mas por que ensinamos as meninas a aspirar ao casamento e não ensinamos aos meninos o mesmo? Criamos meninas para nos vermos como concorrentes - não para empregos ou realizações, o que eu acho que pode ser uma coisa boa, mas para a atenção dos homens. Ensinamos as meninas que elas não podem ser seres sexuais da maneira que os meninos são. Feminista: a pessoa que acredita na igualdade social, política e econômica dos sexos.
A música termina com outra amostra do Star Search, na qual McMahon anuncia que o grupo de Knowles perdeu a competição. Em um comentário em vídeo ao álbum, Knowles explicou que, em sua mente [com nove anos de idade], ela nunca imaginaria perder como uma possibilidade, e essa era a melhor mensagem para ela. "Sinto algo sobre a agressão de 'Bow Down' e a atitude de 'Flawless' - a realidade é que às vezes você perde. E você nunca é bom demais para perder, nunca é grande demais para perder, você ' nunca é esperto demais para perder, acontece. E acontece quando precisa acontecer. E você precisa abraçar essas coisas ", acrescentou a cantora.

## Recepção da crítica
Carolyn Kellogg, do Los Angeles Times, escreveu que a inclusão da palestra de Adichie era uma coisa "surpreendente". Andrew Hampp e Erika Ramirez, da revista Billboard, escreveram: "Quando ouvimos pela primeira vez o Hit-Boy faixa produzida em março, não continha o conteúdo da versão completa, apenas para ser abrasivo. "Sem falhas", porém, com o comentário perspicaz do feminismo da escritora nigeriana Chimamanda Ngozi Adichie, carrega poder e destaca a camaradagem entre as mulheres". Régis Tadeu fez uma crítica positiva à canção, ao escrever que ela tem "letras cheia de jogadas espertinhas em termos de rimas e uma malemolência malandra que já é familiar para quem acompanha a cantora há algum tempo. O que surpreende em ambas é o despojamento sutil do arranjo".
Na pesquisa anual de crítica de massa da Pazz & Jop dos melhores do ano em música em 2013, "Flawless" foi classificado no número 72. A Slant Magazine listou o single como a 23ª melhor de 2014, enquanto a Tiny Mix Tapes também considerou o lançamento uma das melhores músicas do mesmo período.
No entanto a música ainda recebeu críticas negativas, Catherine A. Traywick, da revista Foreign Policy, criticou a cantora, comentando que "Em uma faixa chamada 'Flawless', Beyonce mostra o Ted Talk de abril de 2013 de Adichie, que é um exame pensativo e divertido do sexismo sutil na vida cotidiana. palavras com letras distintamente menos pensativas de sua autoria: Ela trombeta superficialmente a riqueza material e a beleza física e, trabalhando em algumas linhas do seu single da primavera, aconselha os outros a 'Se curvarem, cadelas'. "Ela continuou:" Beyonce nos dá uma versão editada e diluída do discurso de Adichie que se alinha à marca banal do feminismo iniciante da cantora: ela reduz a poderosa mensagem de Adichie a uma linguagem simplista demais,hino pró-menina inofensivo que pouco faz para desafiar os ideais de gênero perspicazes".

## Desempenho Comercial
Mesmo sem ser lançado como single, "Flawless" conseguiu aparecer em várias paradas musicais. Nos EUA, ele alcançou o número 13 em 15 de fevereiro de 2014 na parada de singles Bubbling Under Hot 100, que atua como uma extensão de 25 músicas da Billboard Hot 100 principal. Na mesma semana, na parada americana R&B /Hip-Hop , a música atingiu o número 32 em sua quarta semana de gráficos. Em outros lugares, alcançou o número 157 na parada de singles do Reino Unido em 8 de março de 2014 e 77 na parada de singles irlandeses em 13 de março. Após a apresentação no MTV Video Music Awards de 2014, "Flawless "estreou no número 82 na Billboard Hot 100 e subiu para uma posição de pico de 25 na parada Hot R & B /Hip-Hop Songs para a edição de 13 de setembro de 2014. Ao vender 29.000 cópias digitais, entrou na parada Hot Digital Songs na posição 48. Após a primeira semana da disponibilidade do remix como um download digital, como parte do lançamento da Platinum Edition, a música alcançou novos picos de 41 e 12 nas músicas Hot 100 e Hot R&B/Hip-Hop, respectivamente; vendeu 67.000 naquela semana, 91% dos quais eram do remix.

### Posições nas tabelas
| Tabela musical (2014)                        | Melhor posição |
| -------------------------------------------- | -------------- |
| Bélgica (Ultratop Urban de Flandres)         | 34             |
| Estados Unidos (Billboard Hot 100)           | 41             |
| Estados Unidos (Billboard R&B/Hip-Hop Songs) | 25             |
| Estados Unidos (Rhythmic Songs)              | 25             |
| Irlanda (Irish Recorded Music Association)   | 77             |
| Reino Unido (UK Singles Chart)               | 157            |

## Remix com Nick Minaj
Um remix de "Flawless" com a rapper Nicki Minaj, intitulado "Flawless Remix", foi lançado no site da Beyoncé em 2 de agosto de 2014. A Columbia Records lançou esta versão como um single em 12 de agosto de 2014, impactando o rádio nos Estados Unidos.

### Antecedentes
Dois meses antes do lançamento da música, o gerente de Minaj, Gee Roberson, entrou em contato com ela para informá-la que Beyoncé queria um remix de "Flawless" no qual ela seria apresentada. Depois disso, Beyoncé enviou a Minaj uma nova versão que ela queria e disse a Minaj: "Eu quero que você seja você. Eu não quero que você se segure.", De acordo com a rapper. Minaj começou a escrever o verso em Nova York e Beyoncé a visitou no estúdio, incentivando-a. Mais tarde, Beyoncé revelou a Minaj que ela lançaria a música em algum momento durante sua turnê On the Run. Depois disso, os dois cantores começaram a enviar fotos uns dos outros para criar a arte da música.

### Composição
Musicalmente, o remix foi anotado por ser uma versão mais lenta do original e conter novos versos sexualmente explícitos. é basicamente a mesma que a original, com o som sendo ligeiramente alterado e várias partes reorganizadas. Ele também contém uma amostra dos cifras da música de Outkast "Spottieottiedopaliscious". O remix começa com as falas de Beyoncé sobre sexo: "É aquele Yoncé, seu Yoncé nessa lingerie, naquele chardonnay, marcando touchdowns na sua pista". Seu sotaque durante o verso foi anotado como índio ocidental e semelhante a Rihanna. O remix aborda a briga de elevador infame entre a irmã de Beyoncé, Solange Knowles, e o marido de Beyoncé, Jay-Z após o Met Gala de 2014. Beyoncé canta na música com seu registro vocal mais alto : "É claro que às vezes as coisas caem quando há um bilhão de dólares no elevador", repetindo a linha duas vezes, seguidas pelo som de uma caixa registradora tocando e a cantora rindo, referindo-se a ela e o patrimônio líquido combinado de um bilhão de dólares de seu marido.  Ela também aborda seus haters através das frases "Você pode dizer o que quer / eu sou foda" adotando uma voz mais suave.
Minaj começa a rimar aos dois minutos e trinta e três segundos da música, com uma entrega rápida usando um timbre baixo. Suas letras fazem referência ao trabalho com Kanye West na música "Monster", seu sucesso e acusam o médico de Michael Jackson.

### Recepção
Caitlin White, escrevendo para a MTV News, sentiu que a versão "excede nossas expectativas" e acrescentou que conseguiu expandir "a perfeição além das mulheres neste momento". Nadeska Alexis, da mesma publicação, escreveu que Beyoncé parecia "mais destemida" junto com Minaj. Evan Minsker, da Pitchfork Media, se referiu ao remix como "um presente do céu". Um escritor da revista Rap-Up sentiu que Minaj entregou um dos "seus melhores versos até agora".
A Time Magazine, em sua série "Top Ten" no final do ano, chamada "Flawless Remix" como a melhor música de 2014. A Entertainment Weekly também incluiu o single em seu ranking das melhores músicas de 2014 no número 2,no número 36.

#### Performances ao vivo
Durante o show em Paris, na França, como parte da On the Run Tour de 12 e 13 de setembro de 2014, Minaj se juntou a Beyoncé no palco para realizar o remix do show "Flawless". Minaj também apresentou seu verso da música no 2014 iHeartRadio Music Festival, onde cantou  acapela durante a última parte.

## Outros remix
Em março de 2014, a rapper MIA postou vários vídeos em sua conta do Instagram, durante os quais um remix de "Flawless" foi tocado. Dois meses depois, em 13 de maio, ela lançou um remix oficial da música intitulada "Baddygirl 2". A versão de MIA foi produzida pelo Party Squad, contendo letras modificadas e samples de "Diva" e "Run the World (Girls)" de Beyoncé. Explorou elementos de trap e música EDM. Algumas das linhas reformuladas continham mensagens feministas e os elementos da música original foram completamente alterados. John Walker, escrevendo para a MTV News, observou que, exceto nas linhas de abertura "Eu acordei assim / fui para a cama assim / fazemos tudo assim", o remix não contém "nenhum pedaço facilmente reconhecível" do original. Da mesma forma, um escritor da revista Fact observou que Beyoncé não queria lançar o remix, pois continha apenas os mesmos elementos feministas do original. A editora do The Guardian Alexandra Khan-Anselmo sentiu que o remix é "bom o suficiente para fazer você querer quebrar a janela de um carro da polícia, puxar um Wynona ou esgueirar-se para o subterrâneo".
Em 4 de agosto de 2014, a rapper Lil 'Kim postou um remix não oficial da música. Lil 'Kim lançou seu remix depois que o remix oficial da música com Nicki Minaj foi lançado. Sua versão foi uma faixa dissidente dirigida a Minaj por chamar Beyoncé de "Rainha B", que foi vista por Kim como um soco subliminar em seu próprio título, "Queen Bee". Continha as mesmas falas de Beyoncé do remix oficial e vários versos de Minaj.

## Histórico de lançamento
| País           | Data                                         | Gravadora          | Formato           |
| -------------- | -------------------------------------------- | ------------------ | ----------------- |
| Estados Unidos | 12 de agosto de 2014 (remix com Nicki Minaj) | Parkwood, Columbia | Rádios mainstream |
| Estados Unidos | 16 de agosto de 2014 (remix com Nicki Minaj) | Parkwood, Columbia | Rádios urban      |
| Estados Unidos | 19 de agosto de 2014                         | Parkwood, Columbia | Rádios rhythmic   |

## Créditos
Lista-se abaixo os profissionais envolvidos na elaboração de "Flawless", de acordo com a página oficial de Knowles:
| - Beyoncé: vocal principal, produção, produção vocal - Hit-Boy: produção - Rey Reel Music: co-produção - Boots: produção adicional, arranjo adicional - Stuart White: gravação, mixagem - Jordan "DJ Swivel" Young: gravação - Ramon Rivas: engenharia adicional - Rob Suchecki: engenharia adicional | - Tyler Scott: assistência de engenharia - Tony Maserati: mixagem - Justin Hergett: engenharia de mixagem - James Krausse: engenharia de mixagem - Derek Dixie: consulta de mixagem - Tom Coyne: masterização - Aya Marrill: masterização |